# Obermaßfeld-Grimmenthal
Obermaßfeld-Grimmenthal là một đô thị tại huyện Schmalkalden-Meiningen, trong Thüringen, nước Đức. Đô thị này có diện tích 5,59 km², dân số thời điểm 31 tháng 12 năm 2006 là 1282 người.